# オオムラサキ
オオムラサキ（大紫、Sasakia charonda）は、チョウ目（鱗翅目）タテハチョウ科に分類されるチョウの1種。日本の国蝶。
本種は最初に日本で発見され（種の基産地は神奈川県）、属名の Sasakia は佐々木忠次郎に献名された。

## 生息域
日本・朝鮮半島・中国・台湾北部・ベトナム北部に分布している。
日本では北海道から九州まで各地に分布し、南限は宮崎県小林市。日本では生息環境が限られ、適度に管理された、やや規模の大きな雑木林を好んで生息する傾向が強い。かつては東京都区内の雑木林でも見られた。都市近郊では地域絶滅の危機に瀕する産地もある一方、山梨県のように今でも広域に多産する地域がある。

## 形態
日本に分布する広義のタテハチョウ科の中では最大級の種類。生態や幼虫、蛹の形態は同じコムラサキ亜科のゴマダラチョウによく似る。
成虫は前翅長50-55 mmほどで、オスの翅の表面は光沢のある青紫色で美しい。メスはオスよりひと回り大きいが、翅に青紫色の光沢はなくこげ茶色をしている。
日本での地理的変異はやや顕著。北海道から東北地方の個体は翅表の明色斑や裏面が黄色く、小型。西日本各地の個体は一般に大型で、翅表明色斑が白色に近く、かつ裏面が白から淡い緑色の個体も多い。九州産は翅表明色斑が縮小し、一見して黒っぽい印象を与える。
北海道夕張郡栗山町の本種の集団は、他地域の集団と斑紋が異なるとして新亜種S. c. kuriyamaensisとして記載された。
日本以外では、裏面に濃色の斑紋が出現した型が多く見られ、また、中国雲南省からベトナムにかけての個体群は明色斑が非常に発達し、大型となる。朝鮮半島、中国東北部から中部にかけての個体群は亜種 S. c. coreana、台湾産は亜種 S. c. formosana、雲南省からベトナム北部の個体群は亜種 S. c. yunnanensis とされる。
以上のような地理的変異とは別に、後翅後角の赤い斑紋が白いスギタニ型と呼ばれる個体変異、雄の翅表面の青紫部分がやや明るい青をしているブルーとあだ名されている個体変異がある。
雌雄嵌合体も何例か記録されている。

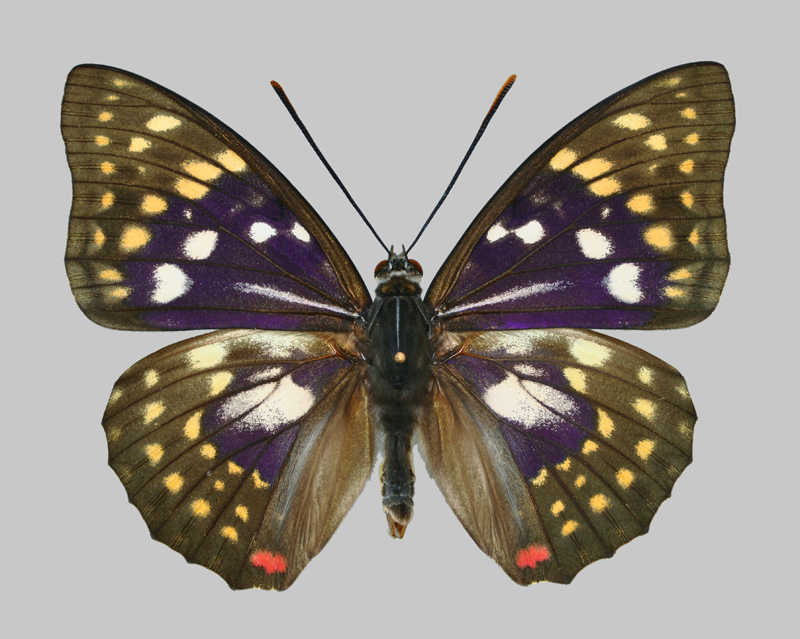
北海道産のオオムラサキのオス。明色の斑紋の多くが黄色くなる遺伝型。東日本に多い。
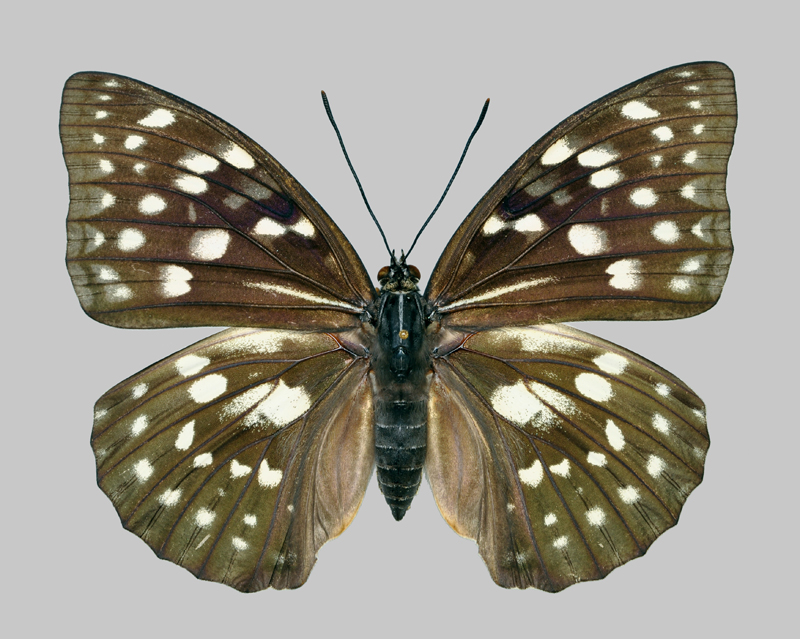
山口県産のオオムラサキのメス。明色の斑紋が黄色くならない遺伝型。西日本に多い。
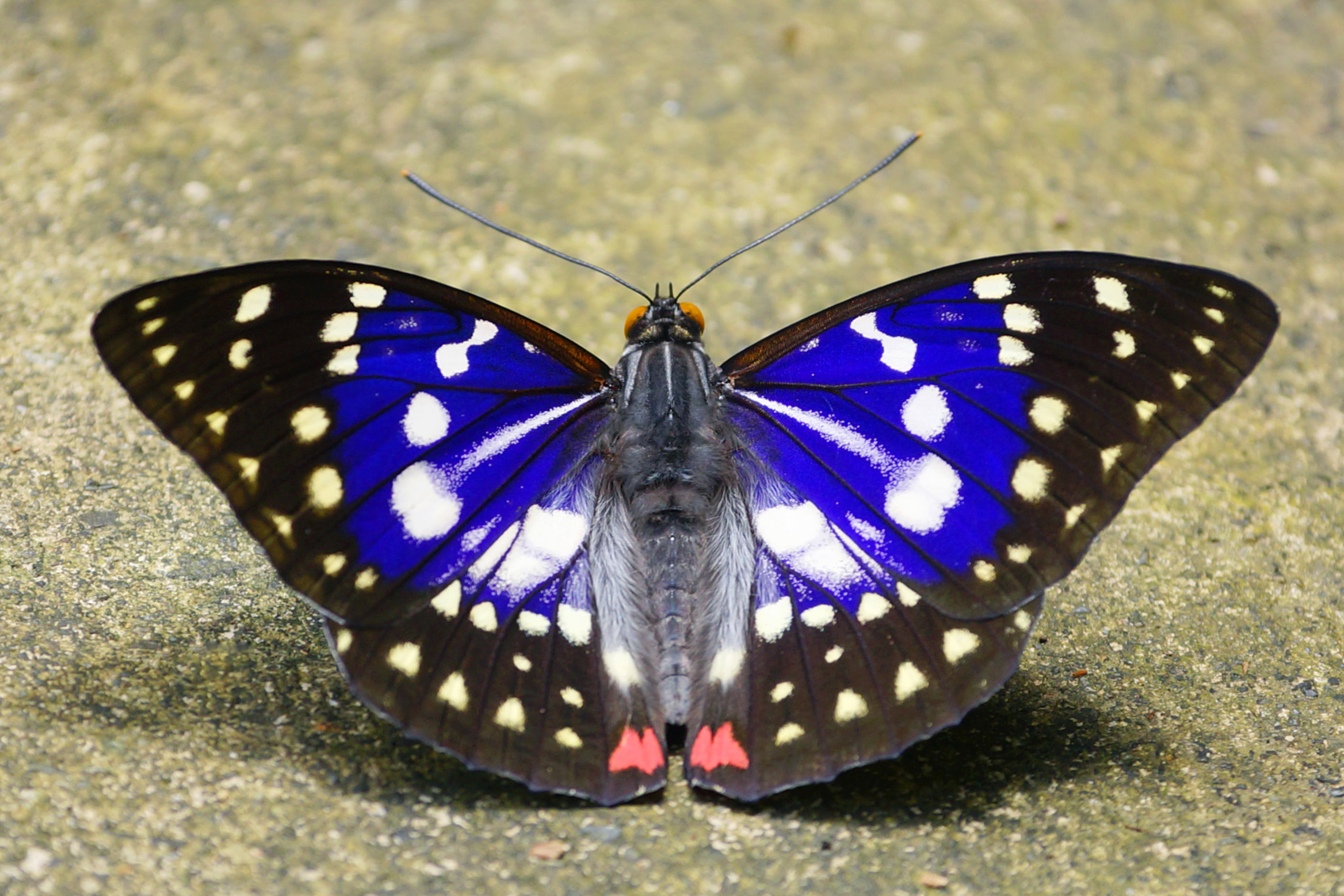
オス（台湾亜種）
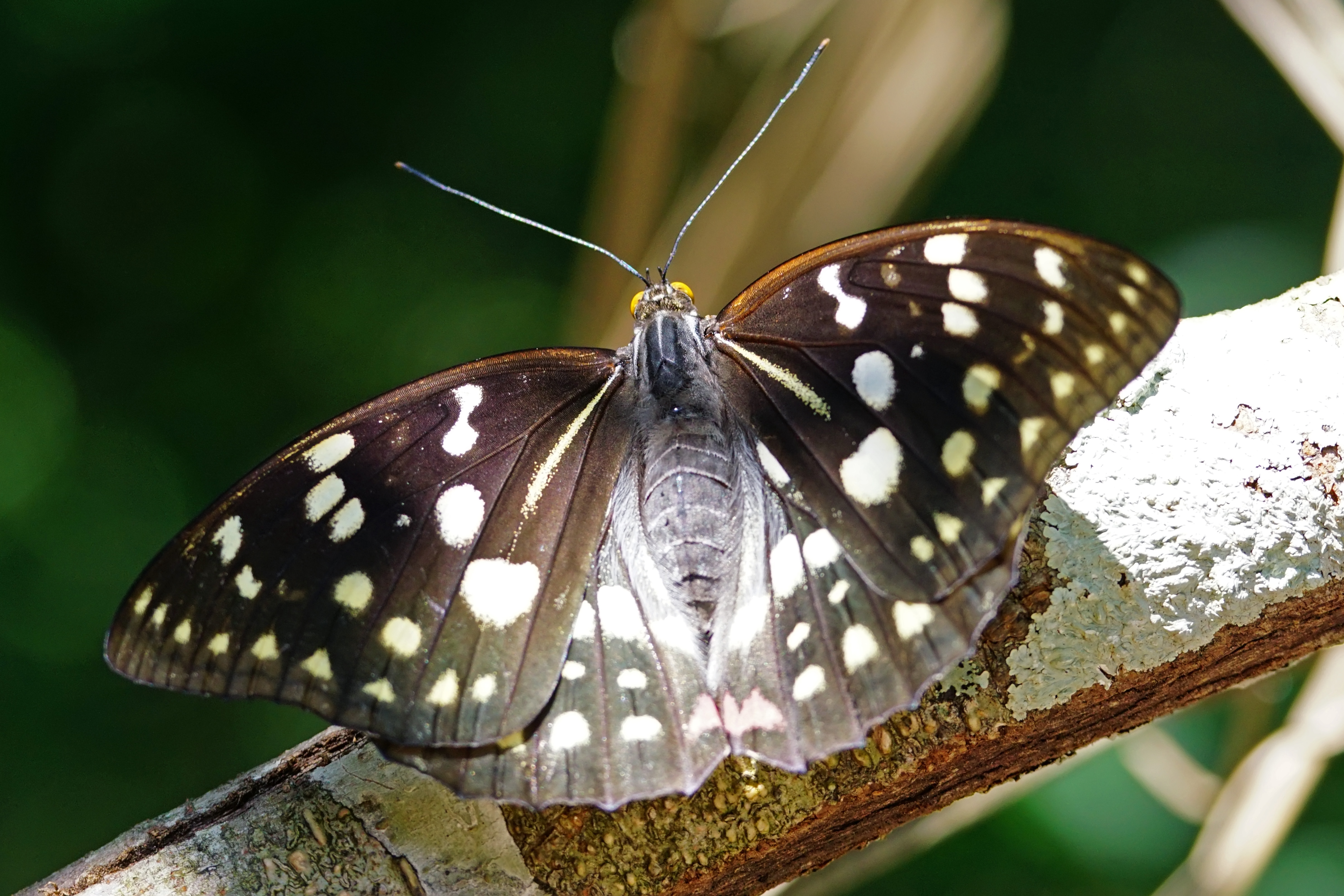
メス（台湾亜種）
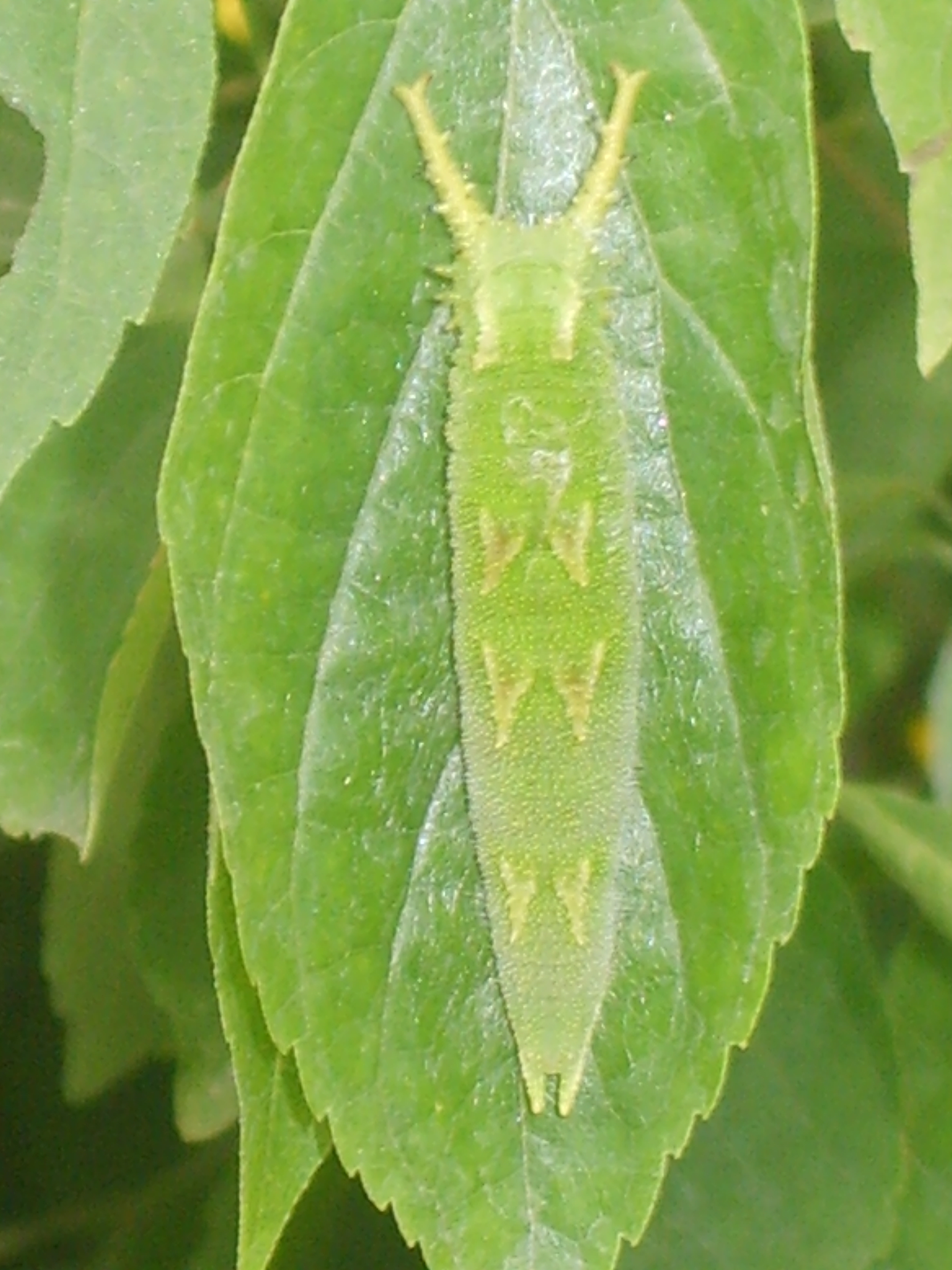
幼虫
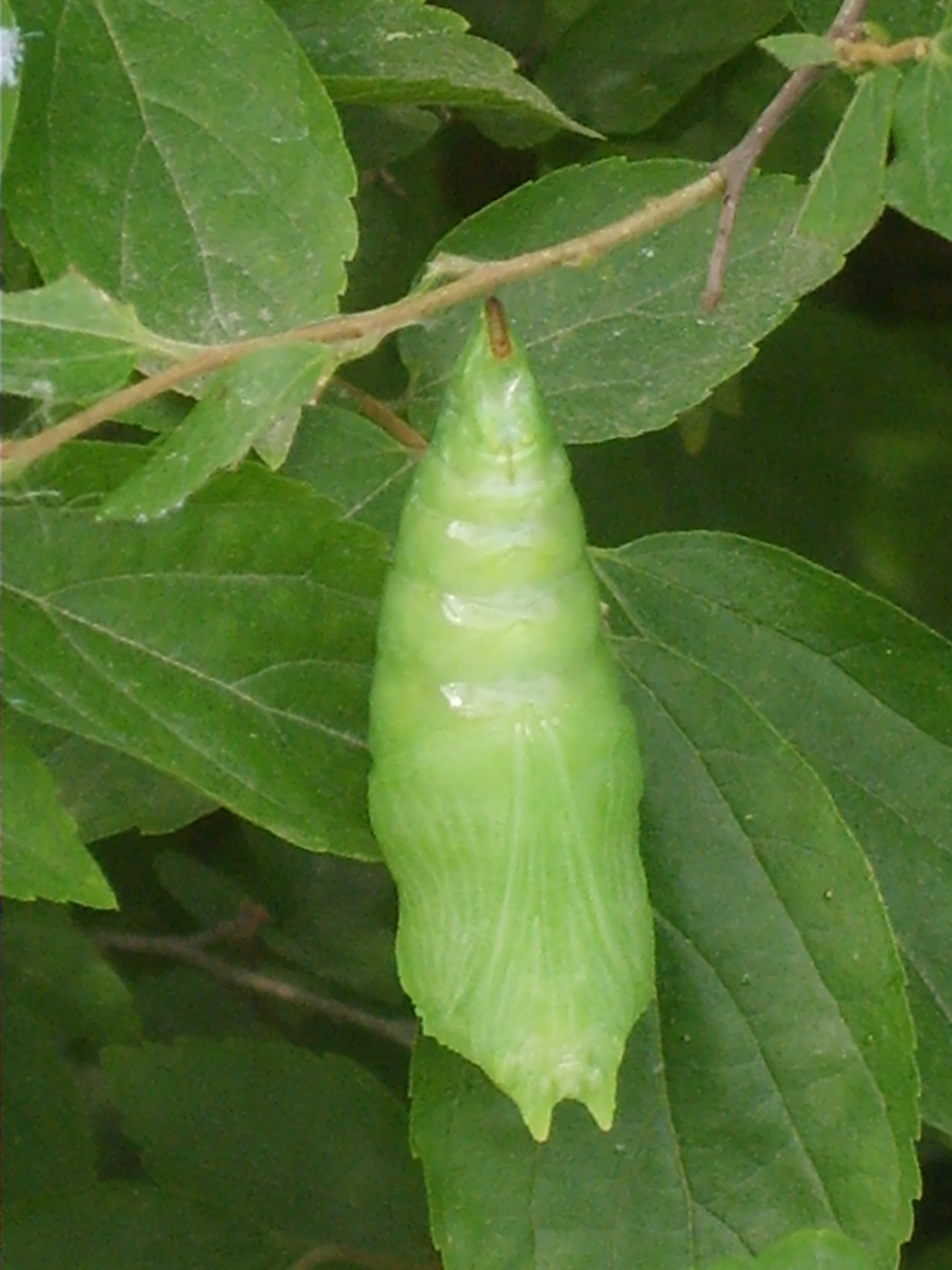
蛹
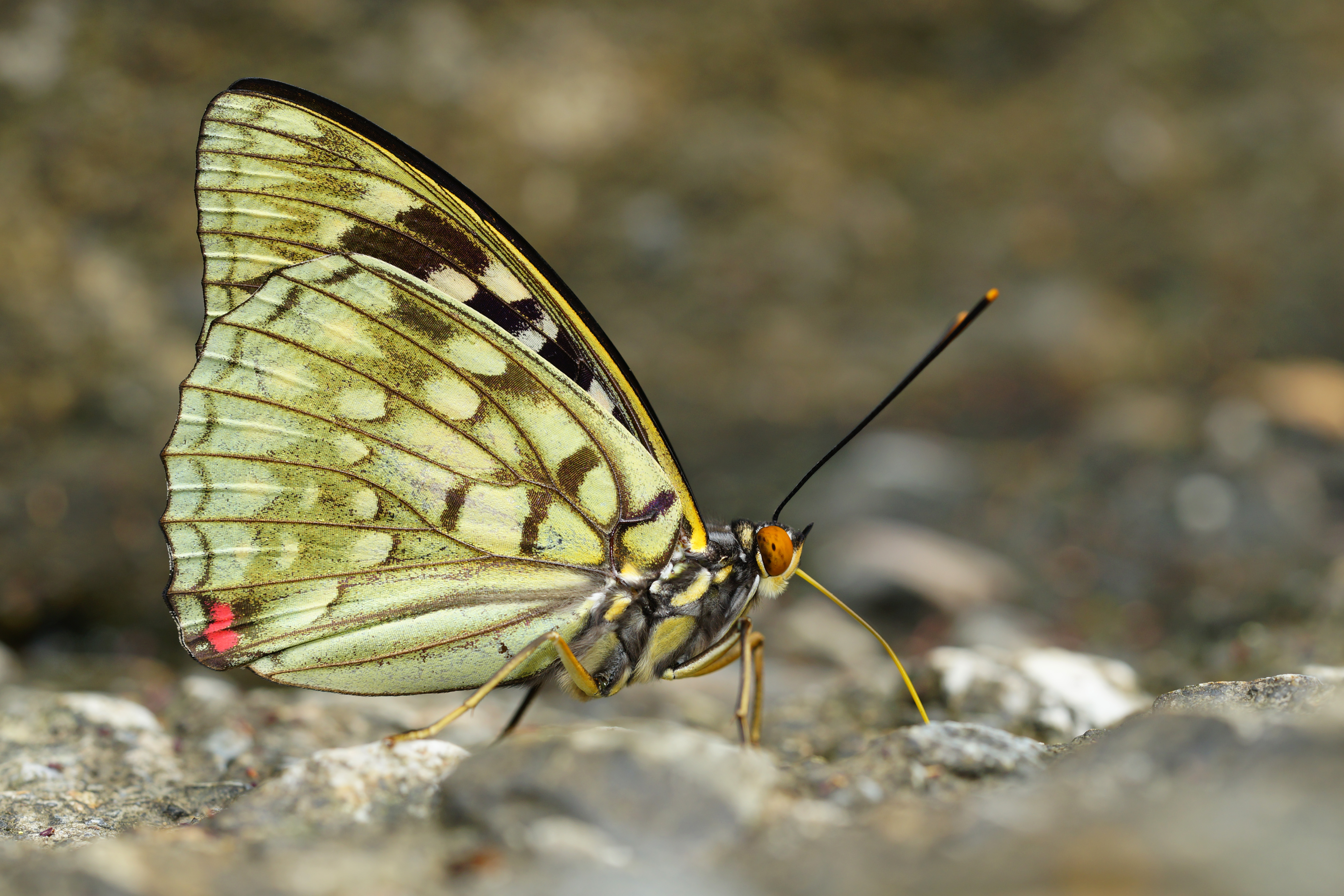
翅の裏面（台湾亜種）

## 生態
成虫は年に1回だけ6 - 7月に発生し、8月にも生き残った成虫を見かける。クヌギ、コナラ、ニレ、クワ、ヤナギなどの樹液に集まったり、クリ、クサギなどの花で吸蜜する。ときに腐果や糞などの汚物に来ることもある。餌場では勇ましく、カブトムシ、クワガタムシ、スズメバチなど他の昆虫を羽で蹴散らしながら樹液を吸う姿をよく見かける。また、飛翔能力が高く、近くに居る時にはその音が聞こえる程である。鳥の様に力強くはばたいて、あるいは滑空しながら雄大に飛ぶ。縄張り飛翔は午後に行われることが多く、西日を浴びて高い樹冠を活発に飛び回る姿を見かける。
雄は樹木の周囲に縄張りを作る。
幼虫の食樹はエノキやエゾエノキ。卵から孵った幼虫は、夏から秋にかけてエノキの葉を食べて成長する。冬は地面に降りて、食樹の根際や空洞内に溜まった落ち葉の中で越冬する。春に休眠から覚めると再び食樹に登って葉を食い、更に成長を続け、蛹になる。蛹の状態でも、体を震わせることができる。

## 文化

### 日本の国蝶

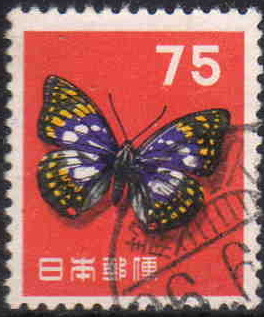
オオムラサキ 75円切手 (1956年発行)

日本の国蝶は、法律や条例で規定されたものではなく、日本昆虫学会が選んだものである。
国蝶の選出については、1933年ごろより、片山胖、結城次郎、中原和郎、柴谷篤弘、野平安藝雄らが、同好会誌『Zephyrus』で論議していた
。オオムラサキは当時から候補種だったが、ミカドアゲハ、ギフチョウ、アゲハチョウといった蝶も検討された。結城 (1935)はオオムラサキに対抗してアゲハチョウを推す理由を詳細に記述している。会員による投票で国蝶を決めることになり、投票数ではオオムラサキが1位になったものの、投票総数が会員総数の半数に達せず、国蝶の決定は見送られた。
1956年にオオムラサキが75円切手の図案に採用されたことを契機として、日本昆虫学会は1957年の総会でオオムラサキを国蝶に選んだ。

### 下妻市
茨城県下妻市のマスコットキャラクター「シモンちゃん」は本種を萌え擬人化したデザインとなっている。なお、女の子のように見えるが、羽の模様はオスのものである。

## 保護
奈良県橿原市のアマチュア研究家・秋山昭士は1980年代、人工交配による大量繁殖法を確立。続いて2000年、奈良県明日香村で放蝶実験を行い、野生種を増やそうとしたが、定着しなかった。秋山に師事した林太郎は、2022年には同村内に専用飼育ハウスを設置し、人工繁殖で約1500匹を羽化させた。